# Il giardino di cemento
Il giardino di cemento è un romanzo di Ian McEwan del 1978.
Il titolo si riferisce agli sforzi iniziali del padre nel costruire un bel giardino ordinato davanti alla casa, utilizzando un sacco di cemento. La storia narra la vicenda di quattro ragazzini, un fratello e una sorella appena entrati nell'età dell'adolescenza e gli altri due più piccoli che, rimasti improvvisamente orfani, si spingono oltre i limiti delle relazioni familiari per crearsi un mondo tutto loro escludendo gli altri.

## Trama
A breve distanza l'uno dall'altra sia il padre che la madre muoiono; al fine d'evitare di esser separati e finire in orfanotrofio per venir adottati, i ragazzi figli della coppia tengono nascosta la cosa seppellendo il cadavere della donna nella cantina dentro ad un baule e ricoprendola poi di cemento, per non lasciar trapelare alcun odore.
I quattro fratelli tentano poi di vivere per conto proprio: il narratore è Jack (15 anni), poi c'è la sorella Julie (17 anni), infine Sue (13 anni) ed il piccolo Tom (6 anni). Jack giunge a descrivere come, qualche anno addietro, lui e Julie si divertissero giocare al dottore con la sorella più piccola; ricorda poi come egli desiderasse far lo stesso anche con la maggiore, ben consapevole però che ciò non sarebbe stato permesso.
La tensione, sempre più di natura sessuale, che si sviluppa tra Jack e Julie comincia a farsi sempre più palese, tanto che i due assumono nella casa (la quale sta gradualmente diventando sempre più sporca ed abbandonata a se stessa) e nei confronti dei due fratelli minori il ruolo di "papà e mamma".
Quando Julie comincia ad uscire con un giovane di nome Derek e poi finisce con l'invitarlo a casa loro, Jack si sente acutamente geloso e mostra una forte ostilità verso quello che considera a tutti gli effetti un rivale; contemporaneamente Derek inizia anche a sospettare che vi sia qualcosa di strano in cantina e diventa sempre più curioso. Quando del cattivo odore comincia ad emanare su per le scale i bambini gli dicono che sotto al cemento c'è il loro vecchio cane morto.
Tom aiuterà poi i fratelli grandi a richiudere l'involucro, che aveva subito delle crepe, in cui è sepolta la madre. A seguito di ciò il bambino entra in un mondo tutto suo di giochi e strane fantasie, scoprendo una vera passione nell'indossare abiti femminili; mentre Sue si ritira proprio in cantina per scrivere il suo diario dedicato alla madre morta. Ad un certo punto Jack si accorge di voler cambiare e ricomincia a lavarsi e a dialogare con la sorella Julie.
La vicenda giunge al suo culmine quando Jack entra, apparentemente distratto, subito dopo essersi fatto il bagno nella stanza di Julie in cui si trova solo Tom; comincia così a parlargli dei genitori defunti. Si addormentano insieme nel lettino di Tom e Jack rimane nudo a causa del caldo. Successivamente Julie entra e, apparentemente sorpresa dalla nudità di Jack, scherza dicendogli che oramai è diventato grande.
Sdraiatisi su letto, col piccolo Tom che continua a dormire, mentre parlano divengono sempre più intimi l'uno all'altra. Proprio a questo punto Derek entra nella stanza e li sorprende a letto assieme; scioccato li definisce "malati"; mentre i due fratelli compiono finalmente incesto egli, infuriato e insospettito dal baule che c'è in cantina, scende e lo rompe. Scopre in tal maniera quello che c'è dentro e chiama la polizia.

## Adattamenti
Dal romanzo è stato tratto nel 1993 il film omonimo con la regia di Andrew Birkin e la partecipazione di una giovanissima Charlotte Gainsbourg.

## Edizioni
- Ian McEwan, Il giardino di cemento, traduzione di Stefania Bertola, collana I Nuovi Coralli, Giulio Einaudi editore, 1980,  p. 159.